# Magdalena Wagnerová

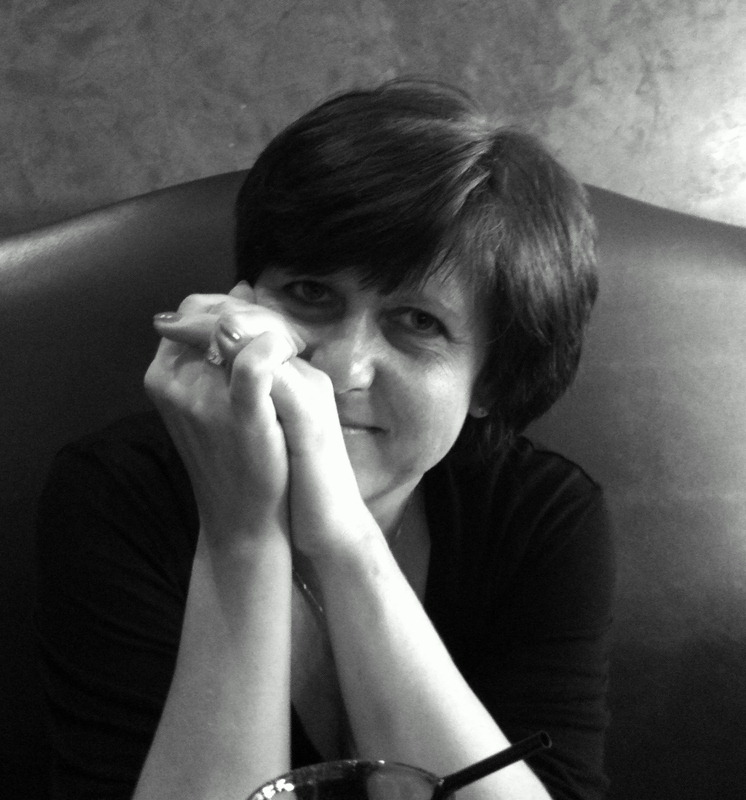
Magdalena Wagnerová (2010)

Magdalena Wagnerová (* 28. August 1960 in Prag, Tschechoslowakei), geboren als Magdalena Prošková, ist eine tschechische Schriftstellerin, Drehbuchautorin und Redakteurin.

## Leben
Magdalena Wagnerová studierte am Lehrstuhl für Drehbuchschreiben und Dramaturgie bei Ivan Osvald an der Film- und Fernsehfakultät der Akademie der Musischen Künste in Prag (FAMU). Sie schrieb mehrere Drehbücher, Hörspiele und Märchenserien, z. B. das Märchen Bitterer Wein (Hořké víno), die Seriensendung (wie auch den Spielfilm) Saturnin und andere. Sie war Dramaturgin des internationalen Gedenkprojekts Winton Train, das am 4. September 2009 am Bahnhof Liverpool Street in London mit dem Zusammentreffen des damals Hundert Jahre alten Sir Nicholas Winton mit einigen von ihm geretteten jüdischen Kindern gipfelte.
Seit 1995 widmet sich Wagnerová hauptsächlich dem Verfassen von Büchern. Im Jahr 2000 gründete sie zusammen mit Ivan Beránek, František Drtikol und Pavel Štefan einen nichtkommerziellen Buchverlag Havran, in dem sie als Redakteurin arbeitet und vor allem moderne europäische Prosa in der Kamikaze-Edition herausgibt.
Wagnerová ist Autorin von drei Romanen und vielen Märchenbüchern. Sie wurde für den tschechischen Literaturpreis Magnesia Litera und Zlatá stuha(Goldenes Band) nominiert. Ihre Bücher erschienen auch auf Französisch, Englisch, Deutsch, Spanisch, Russisch, Italienisch und Chinesisch. Sie wird in vielen Lexika und Fachanthologien über tschechische Schriftstellerinnen und Schriftsteller, die für Kinder und Jugendliche schreiben, genannt.

## Werk

### Kinderbücher
- Pohádky pod polštář (Die Kopfkissenmärchen), Volvox Globator, Prag 1992
- Vodníčkova dobrodružství (Wassermännchens Abenteuer), Aventinum, Prag 1995
- Proč? aneb Pohádky o rybách, ptácích a jiných zvířatech (Warum? oder Märchen über Fische, Vögel und anderes Getier), Havran, Prag 2001
- Modrá pohádka aneb Kachna namodro (Das blaue Märchen oder die blaue Ente), Mladá fronta, Prag 2002
- Proto! aneb Pohádky o muchomůrkách, pečených husách a jiných důležitých věcech (Darum! oder Märchen über Fliegenpilze, gebratene Gänse und andere wichtige Dinge), Havran, Prag 2002
- Jablečňák (Der kleine Griebs), Brio, Prag 2003
- Pes moudřejší člověka (Vom Hund, der gescheiter ist als sein Herr), Plot, Prag 2004
- Žabina & spol. (Algenblüte & Co.), Brio, Prag 2005
- Karel. Pohádka o našem deštníku (Karl. Das  Regenschirmmärchen), Dybbuk, Prag 2006
- Záhada č. 28 (Geheimnis Nr. 28), Havran, Prag 2007
- Hlupýš (Der Dümmling), Mladá fronta, Prag 2009
- Krys Veliký (Rattenbock der Große), Dybbuk, Prag 2010
- Ryba Chyba (Der Patzerfisch), Havran, Prag 2012
- Od A do Zet. Abeceda Magdaleny Wagnerové (Von A bis Zet. Das Alphabet von Magdalena Wagnerová), Triton, Prag / Kroměříž 2014
- Perenda (Perenda), Plot, Prag 2015
- Malý lesní průvodce (Der kleine Waldführer), JAS, Prag 2015
- Malý podvodní průvodce (Der kleine Unterwasserführer), JAS, Prag 2017
- Plamínek; 10 pohádkových knih (Das Flämmchen; 10 Märchenbücher), Plot, Prag 2017–2019
- Salát má pochyby (Der Salat hat Zweifel), Albatros, Prag 2021

### Bücher für Erwachsene
- Pavouk na šalvěji (Spinne auf Salbei); literarische Travestie, Dybbuk, Prag 2003
- Strom s granátovými jablky (Der Granatapfelbaum); literarische Travestie, Havran, Prag 2004
- Papíří (Papierflaum); Roman, Dybbuk, Prag 2005
- Krajina nedělní (Sonntagslandschaft); Roman, Kniha Zlín, Zlín 2010
- Rodinná anamnéza (Familienanamnese); Roman, Havran, Prag 2015
- Dva koně se sedmi nohama (Zwei Pferde mit sieben Beinen), Havran, Prag 2023

### Sonstiges
- Winton Train. Po sedmdesáti letech znovu do Londýna. (Winton Train. Nach siebzig Jahren wieder in London); Co-Autor: Milan Vodička, Z film & Havran, Prag 2009
- Pověsti staré Prahy (Sagen aus dem alten Prag), Plot, Prag 2007
- Pražská strašidla a všemožná jiná zjevení (Prager Geister und alle möglichen und unmöglichen Erscheinungen), Plot, Prag 2010
- Pražská domovní znamení vyprávějí (Prager Hausschilder erzählen), Plot, Prag 2011
- Příběhy starých pražských domů (Geschichten der alten Prager Häuser), Plot, Prag 2013
- Příběhy ze staré židovské Prahy (Geschichten aus dem alten jüdischen Prag), Plot, Prag 2015
- Prag město žen (Prag, die Stadt der Frauen), Plot, Prag 2017
- Hlavní role: Prag (Prag in der Hauptrolle), Havran, Prag 2018
- Tajemství zřícenin v Čechách a na Moravě (Geheimnisse der Ruinen in Böhmen und Mähren), Plot, Prag 2011
- Tajemná historie hradů v Čechách a na Moravě (Geheimnisvolle Geschichte der Burgen in Böhmen und Mähren), Plot, Prag 2012
- Příběhy zámků v Čechách a na Moravě. Jeviště života šlechtického (Geschichten von Burgen in Böhmen und Mähren. Die Bühne der Adligen), Plot, Prag 2014
- Příběhy zámků v Čechách a na Moravě II. Po stopách modré krve (Geschichten von Burgen in Böhmen und Mähren II. Auf den Spuren des blauen Blutes), Plot, Prag 2016
- Tajuplné hory a vrchy v Čechách a na Moravě (Geheimnisvolle Berge und Hügel in Böhmen und Mähren), Plot, Prag 2021
- Magická místa Čech a Moravy (Magische Orte Böhmens und Mährens), Plot, Prag 2022
- Karlsbrücke. Geschichten und Legenden., Plot, Prag 2025